# خیابان معز

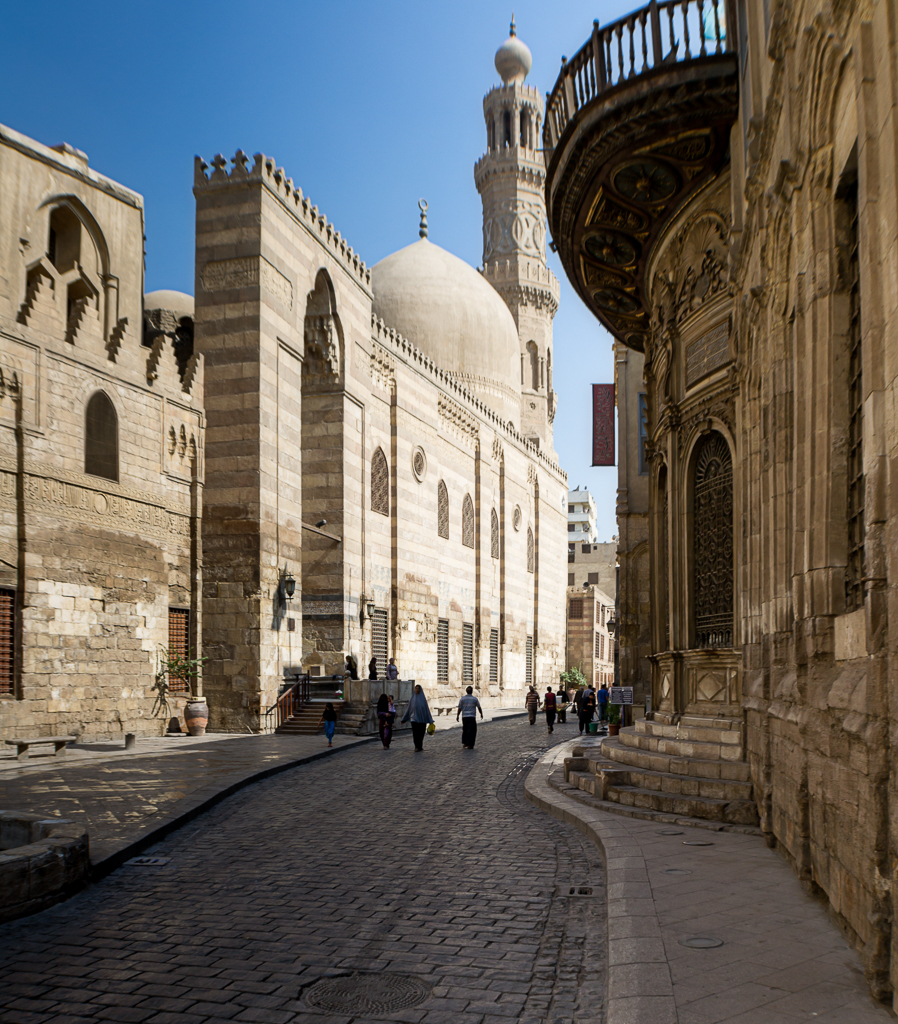
سراسر خیابان مُعز سنگ‌فرش شده است.

خیابان مُعز (به عربی: شارع المعز)، خیابانی تاریخی به طول حدود ۱ کیلومتر در مرکز شهر قاهره است. خیابان به نام معز لدین‌الله، چهارمین خلیفه فاطمی نام‌گذاری شده‌است. بسیاری از بناهای اسلامی و برخی از مهم‌ترین مساجد قاهره در این خیابان قرار دارند.
تنها عابرین پیاده حق تردد در خیابان مُعز را دارند.